# 東京サウンドバズーカ音姫絵巻
東京サウンドバズーカ音姫絵巻（とうきょうサウンドバズーカおとひめえまき）は、かつてニッポン放送の毎週土曜日の22:00 - 25:00の時間帯で放送されていたラジオ番組。放送期間は1991年4月から1992年4月まで。

## 概要
リスナーからの曲のリクエストや新譜情報、コンサートチケットの優先電話予約、ゲストなどアーティストへのインタビューなど、音楽に重点を置いた番組だった。ただ、本番組が音楽路線になったことで『燃えよせんみつ足かけ二日大進撃』以来続いて来たバラエティ路線はここで一旦方向転換することとなり（後番組『浅草キッドの土曜メキ突撃!ちんちん電車!』では再びバラエティ路線に戻っている）、従来23:00スタートだった放送時間を22:00に前倒ししている。
番組中はずっと電話などでリクエストを受け付け、24:30頃からの『ティーンズベスト10』でリクエストなどを集計したランキングを発表していた。

## パーソナリティ
- 篠原涼子
- 穴井夕子
- 米光美保

いずれも当時東京パフォーマンスドールのメンバー。放送期間中にグループ内ユニット「UL-SAYS」として楽曲をリリースした。

## 番組テーマ曲
「WEEKEND PARADISE」東京パフォーマンスドール

## タイムテーブル、コーナー
- 22:00　オープニングトーク
- 22:10　今週の新譜紹介
- 22:20　今週のマル得チケットNo1
  - コンサートチケットを一般の予約開始よりも先に、この番組での優先電話予約を受け付けていた。
- 22:30　BAKUの聞こえるか〜! （パーソナリティの3人と一緒に生放送）
- 22:45　リクエストコーナー
- 23:00　音姫の部屋 （ゲストコーナー）
- 23:10　リクエストコーナー
- 23:20　ティーチャー高橋の実戦英会話
- 23:30　歌うスタジオ1242
  - この番組中で作ったオリジナルのカラオケで、ゲストに歌ってもらっていたコーナー。
- 23:45　打ち上げバンザイアナ今週の三本締め
- 電気GROOVEのビリビリ行こうぜ（1991年10月から、23:40頃でスタート）
- 24:00　森高千里 ザ・青春
- 24:30　ロッテ ティーンズベスト10
  - このコーナーのみ東海ラジオ、ラジオ大阪にも同時ネット。

| ニッポン放送 土曜日22:00 - 25:00枠 | ニッポン放送 土曜日22:00 - 25:00枠 | ニッポン放送 土曜日22:00 - 25:00枠 |
| 前番組 | 番組名                             | 次番組 |
| --- | ---------------------------------- | --- |
| あなたにWINK （22:00 - 22:30 →土曜日21:30に移動） 男闘呼DEナイト （22:30 - 23:00） 森脇・山田のパニックしようぜ!東京ハラギャーテーズ （23:00 - 25:00） | 東京サウンドバズーカ音姫絵巻       | 牧瀬里穂・素直になりたい （22:00 - 22:30） 観月ありさ 不思議の国のありさ （22:30 - 23:00） 浅草キッドの土曜メキ突撃!ちんちん電車! （23:00 - 25:00） |